# Eva Jurinová
Eva Jurinová (3. prosince 1953 Ostrava – 3. ledna 2021 Praha; dívčím jménem Kolářová) byla česká novinářka, televizní moderátorka, pedagožka a mediální poradkyně, v letech 2014 až 2016 též starostka města Sadská na Nymbursku.

## Život
Vystudovala Fakultu žurnalistiky Univerzity Karlovy v Praze (získala titul Mgr.). Televizní kariéru začínala v ostravském studiu Československé televize (1975 až 1980), později pracovala jako redaktorka ČST v Praze (1980 až 1991). V letech 1989 až 1991 moderovala v Československé televizi relaci Deník. Následně v letech 1991 až 1992 byla zástupkyní šéfredaktora deníku Noviny a v letech 1992 až 1994 redaktorkou rádia Kobra a moderátorkou pořadu Českého rozhlasu s názvem Radiofórum.
Proslavila se zejména v letech 1995 až 1999, kdy moderovala hlavní zpravodajskou relaci TV Nova s názvem Televizní noviny. Vytvořila zde populární dvojici se Zbyňkem Merunkou. Je rovněž známa jako hlasatelka na lince B pražského metra, kde namluvila veškerá hlášení.
Později v letech 2000 až 2011 dělala tiskovou mluvčí ve Fakultní nemocnici v Motole, kde rovněž připravovala lékaře a management na vystupování v médiích. V únoru 2011 ji propustil ředitel nemocnice Miloslav Ludvík, protože kritizovala jeho pobyt v africkém Beninu v době, kdy by měl jednat s odcházejícími lékaři v rámci akce Děkujeme, odcházíme. Nepřítomnost ředitele označila za „manažerské pochybení“.
Krátce působila jako moderátorka v pražské TV Metropol, TiP Radiu a v TV Pětka. V roce 2009 usilovala o post radní České televize (navrhl ji Syndikát novinářů), ale neuspěla. Vyučovala také obor moderování na Vyšší odborné škole herecké, zastupovala firmy a osobnosti v oblasti PR a prezentace. Byla i lektorkou v pražském Manažerském institutu, který poskytuje akreditované studium MBA.
Eva Jurinová byla od roku 1989 vdaná, bezdětná. S manželem podnikali ve své agentuře JURI-STYL-Média a žili v obci Sadská na Nymbursku. Zemřela dne 3. ledna 2021 ve věku 67 let. V médiích se po její smrti objevila spekulace, že zemřela na rakovinu, což ale její manžel nepotvrdil.

## Politická angažovanost
Ve volbách do Evropského parlamentu v roce 2014 kandidovala jako nestraník za stranu Republika na 2. místě její kandidátky, ale neuspěla. Získala sice 597 preferenčních hlasů (nejvíce v rámci celé kandidátky), avšak strana získala pouze 0,14 % hlasů a do EP se nedostala.
Ve volbách do Senátu PČR v roce 2014 kandidovala jako nestraník za stranu Republika v obvodu č. 27 – Praha 1. Se ziskem 1,83 % hlasů skončila na 8. místě, a nepostoupila tak do druhého kola.
V komunálních volbách v roce 2014 kandidovala jako nestraník do Zastupitelstva města Sadská na třetím místě za subjekt Změna pro Sadskou, která volby v Sadské vyhrála a získala pět mandátů. Dne 5. listopadu 2014 pak byla zvolena starostkou města. Na mandát starostky však v listopadu 2016 rezignovala.